# Соловейко червоногорлий
Солове́йко червоногорлий (Calliope calliope) — вид горобцеподібних птахів родини мухоловкових (Muscicapidae). Мешкає в Азії.

## Опис

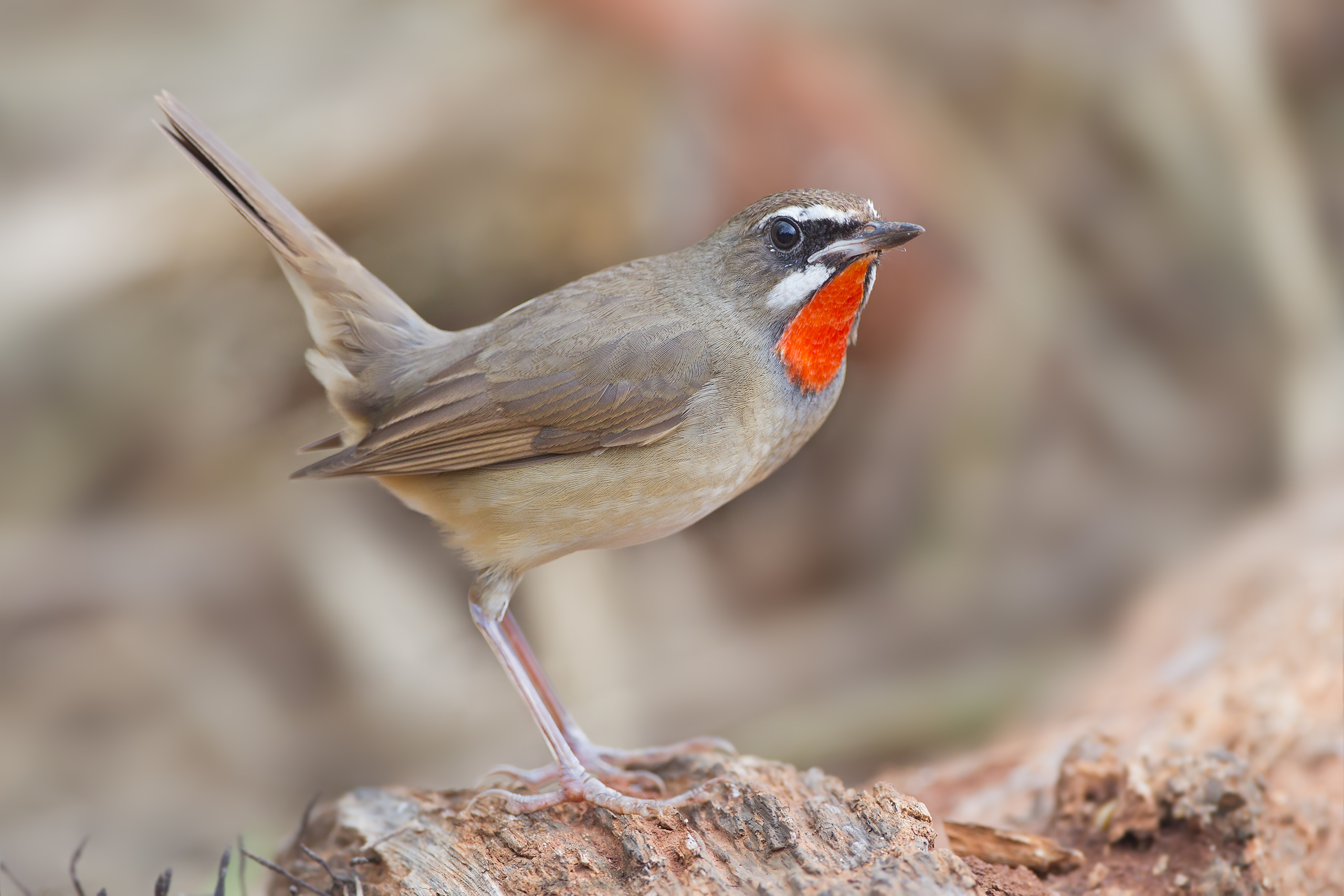
Самець червоногорлого соловейка

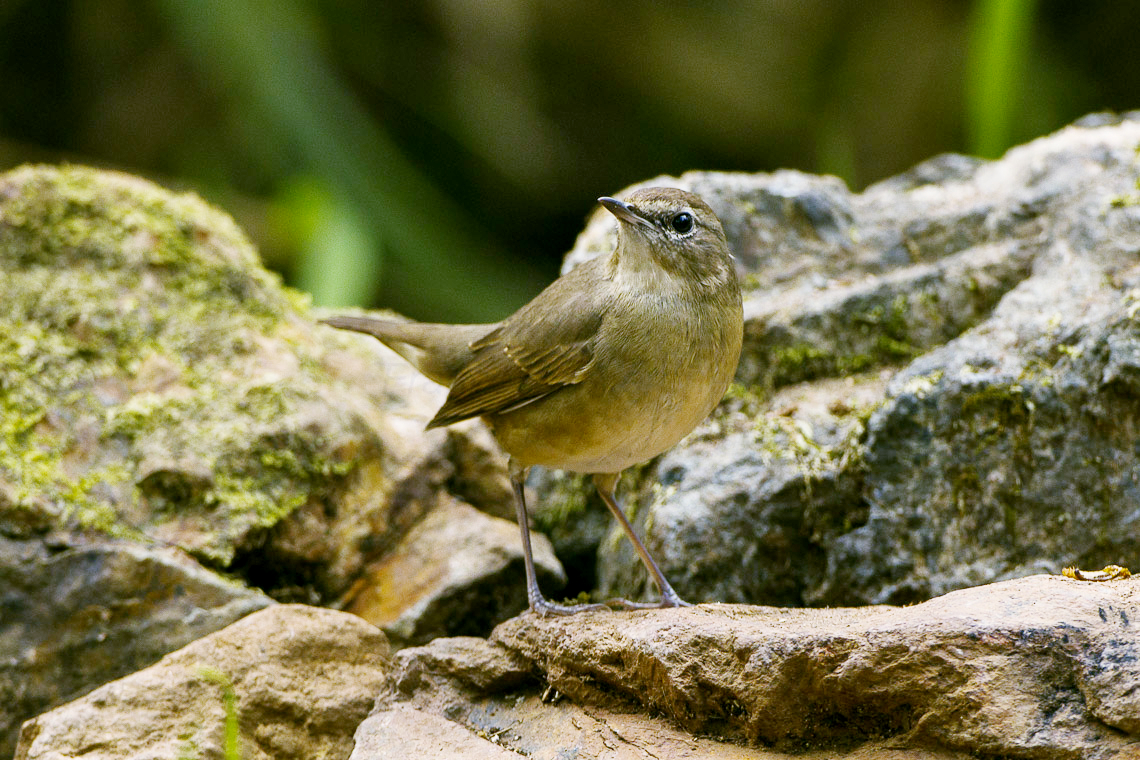
Самиця червоногорлого соловейка

Довжина птаха становить 14,5—16 см, розмах крил 23—25 см, вага 16—27 г. У самців голова і верхня частина тіла оливково-коричневі, груди і боки світло-коричнюваті, живіт кремово-білий. На крилах рудувато-коричневі плями. Хвіст короткий, темно-коричневий. Обличчя перед очима чорне, над очима короткі білі «брови», на щоках білі «вуса», на горлі яскраво-червона пляма з вузькими чорними краями. Очі темні, навколо очей вузькі світлі кільця. Дзьоб чорнуватий, лапи сірі або рожевувато-коричневі.
У самиць «брови» і «вуса» менш чіткі, блідо-охристі, горло охристе або світло-охристе, окаймлене темно-сіро-коричнюватою смугою, дзьоб темно-коричневий. У деяких старих самиць пера на горлі набувають яскраво-червоного забарвлення. Забарвлення молодих птахів є подібне до забарвлення самиць, однак махові пера у них також мають блідо-коричневі кінчики, а лапи тілесного кольору.

## Підвиди
Виділяють три підвиди:
- C. c. calliope (Pallas, 1776) — Північний і Середній Урал, Сибір, Алтай, північна Монголія, Маньчжурія, Далекий Схід Росії і північ Кореї;
- C. c. camtschatkensis (Gmelin, JF, 1789) — Камчатка, Командорські і Курильські острови, північна Японія (Хоккайдо, північ Хонсю);
- C. c. beicki (Meise, 1937) — північ центрального Китая (північно-східний Цинхай, південний захід Ганьсу, північ Сичуаня).

## Поширення і екологія
Червоногорлі соловейки гніздяться в Росії, Казахстані, Монголії, Китаї, Північній Кореї і Японії, від Уральських гір до річки Анадир і Камчатського півострова. Північною межею основного ареалу виду є межа між тайгою і тундрою, між 59° и 67° північної широти, а південною межею — гори Малого і Великого Хінґану, Алтайські гори, нагір'я Хентей і Хангай, в Західному Сибіру — межа між тундрою і лісостепом. Окрема популяція гніздиться також в горах Центрального Китаю. Взимку червоногорлі соловейки мігрують до Південної і Південно-Східної Азії, від Індії до Індокитая, Південного Китаю, Тайваня і Філіппін. Бродячі птахи спостерігалися в Західній Європі, на Алеутських островах (зокрема на острові Атту), на Палау і Новій Гвінеї.
Червоногорлі соловейки живуть в тінистому чагарниковому підліску тайги, хвойних і мішаних лісів, на лісових галявинах поблизу лук і водойм, в перелісках і куртинах, у вербових і осикових заростях на болотах, на порослих чагарниками узліссях та в густих черемхових і шипшинових заростях на берегах струмків. Віддають перевагу місцевостям з великою кількістю повалених дерев, хмизу, густих чагарників і високої трави. В горах вони зустрічаються в поясі субальпійських чагарників, на висоті до 3500 м над рівнем моря. Також птахи зустрічаються в заростях далекосхідної гречки і карликових бамбуків саса
Червоногорлі соловейки живляться комахами, зокрема мухами, їх личинками, мурахами, осами і жуками, равликами та іншими безхребетними, іноді також ягодами. В Росії сезон розмноження у них триває з травня по липень, іноді по серпень. Гніздо кулеподібне або куполоподібне, робиться з сухої трави і корінців, встелюється шерстю і рослинними волокнами, розміщується на землі, під чагарником або серед густої трави, дуже рідко на гілці, на висоті до 50 м над землею, серед густої рослинності. Вхід до нього розміщується збоку і зверху. само гніздо має ширину 90—160 мм і висоту 70—120 мм. У кладці 5, рідше 4—6 блискучих, синьо-зелених яєць розміром 21×15 мм, іноді легко поцяткованих темними плямками. Інкубаційний період триває 13 днів. пташенята покидають гніздо через 12 днів після вилуплення. Насиджують лише самиці, за пташенятами доглядають і самиці, і самці.